# Tralaigues
Tralaigues ist eine französische Gemeinde mit 77 Einwohnern (Stand: 1. Januar 2022) im Département Puy-de-Dôme in der Region Auvergne-Rhône-Alpes (vor 2016 Auvergne). Die Gemeinde gehört zum Arrondissement Riom und zum Kanton Saint-Ours (bis 2015 Pontaumur). 

## Lage
Tralaigues liegt etwa 50 Kilometer westnordwestlich von Clermont-Ferrand in der alten Kulturlandschaft der Combrailles. An der südlichen Gemeindegrenze verläuft der Fluss Saunade. Umgeben wird Tralaigues von den Nachbargemeinden Montel-de-Gelat im Norden und Nordwesten, Villosanges im Norden und Osten sowie Condat-en-Combraille im Süden und Westen.

## Bevölkerungsentwicklung
| Jahr                       | 1962 | 1968 | 1975 | 1982 | 1990 | 1999 | 2006 | 2013 |
| Einwohner                  | 138  | 127  | 110  | 93   | 78   | 78   | 82   | 89   |
| Quellen: Cassini und INSEE |      |      |      |      |      |      |      |      |

## Sehenswürdigkeiten
- Kirche La Nativité-de-Saint-Jean-Baptiste